# Clastoptera delicata
Clastoptera delicata is een halfvleugelig insect uit de familie Clastopteridae. De wetenschappelijke naam van deze soort is voor het eerst geldig gepubliceerd in 1876 door Uhler.